# الخضارة (عفيف)
الخضارة، هي قرية من فئة (ب) تقع في محافظة عفيف، والتابعة لمنطقة الرياض في السعودية. وتبعد الخضارة عن محافظة عفيف بمسافة تقارب (80) كم.